# TRIPLANE
TRIPLANE（トライプレイン）は、4人組の日本のロックバンド。後から加入したギタリストKJ以外は、札幌出身。

## 概要
2002年に結成。バンド名の由来は、3人で活動してきたことと、大きく羽ばたきたいという想いから『三翼機-TRIPLANE-（三枚の翼のある飛行機）』と名付ける。
2003年9月新星堂「CHANCE」で北海道最優秀賞受賞。同年10月には「HOT LINE」島村楽器北海道グランプリ受賞。11月にはNHK「ウインターソングバトル」決勝大会出場。
2004年4月にはデビュー前にかかわらず、TRIPLANEの楽曲「スピードスター」を「SPEED☆STAR」と表記を変えてhitomiにカバーされる。同年7月には新ギタリストを迎え、初のワンマンライブを実施。同年10月、デビューシングル「スピードスター」を発売。その後、" ’04スピードスターツアー"を実施。全国11カ所をまわった。
2005年「あの雲を探して/パラダイス」「Reset/ゲンジボタル」の2枚の両A面シングルを発売。Resetは有線放送などでも上位にランクインした。6月/7月には札幌・東京・大阪の3ヶ所で初のワンマンライブ"Search for tomorrow 2005"を行った。また同年9月には、楽曲「Dear friends」がフジテレビ系アニメ『ONE PIECE』エンディングテーマ曲に決定。10月23日放送分より同曲が使用された。
2006年1月、「Dear friends」を発売。この曲はメンバーから、脱退したギタリストへの曲でもある。5月には「いつものように」を発売。10月には1枚目から5枚目までのシングルを含む、1stアルバム『Home』を発表。「Dear friends」が2006年有線放送総合チャートで5位に入る。
2007年8月、バンド初となる配信限定シングル「エナジー」を発表。同曲はライブでは既に発表済の曲であった。また同日、ユニクロのジーンズ専門Webマガジン“UNIQLO JEANS MAGAZINE”の、第一弾ピックアップアーティストに決定した。11月には、2枚組シングルCD「モノローグ」をリリース。同時にフジテレビフラワーネットTVCMイメージソングに決定する。
2008年2月、2ndアルバム『ココロ晴れたら』を発売。"ココロ晴れたら アコースティックライヴtour 2008"27箇所44公演を実施。全国ツアー"ココロ晴れたらtour 2008"9箇所＋札幌・福岡・東京・名古屋ワンマンライヴを実施。ワンマンライヴチケットは一般発売開始5分で完売した。7月には、7thシングル「夏が終われば/ココロハコブ」を発売。TBS系「2時っチャオ!」EDテーマ/テレビ愛知系・テレビ東京系列「トミカヒーロー レスキューフォース」EDテーマのWタイアップを獲得。"夏が終われば"アコースティックライヴtour 2008 38箇所66公演を実施。昨年11月から実施してきた全国80箇所以上のアコースティックライヴツアーでは、30,000kmを走破。延べ集客33,000人・CD即売数8,200枚を記録。11月は、3大都市"2008 SPECIALワンマンライヴ"実施。東京・LIQUIDROOM、北海道・札幌ペニーレーン24、福岡・DRUM Be-1を全て完売させる。12月には8thシングル「白い花」を発売。着うた先行配信では、レコ直♪着うたデイリーランキングで5位、USENリクエストチャート5位を獲得。
2009年3月、3rdアルバム『君に咲くうた』をリリース。初の全国15箇所ワンマンLIVE TOUR 2009“君に咲くうた”を実施。一昨年からリリースごとに実施している、全国アコースティックライヴツアーは累計110箇所168公演・延べ集客46,000人・CD即売10,500枚と大盛況をみせる。5月には9thシングル「アイコトバ」をリリース。レコチョクTV-CFソングとして注目を集め、ダイドーブレンドコーヒー/ダイドーデミタスコーヒーCMソングとして全国一斉オンエアされる。11月より、連続ラブストーリー企画『TO YOU～“キミ”への5つの贈り物～』と題した自身のキャリア初の試みとして5ヶ月連続の配信リリースを行う。これは恋愛をテーマに「男女の出逢い」「すれ違い」「旅立ち」といったシーンを音楽で綴るという恋愛ショートストーリーからなっており、2009年にリリースされた第1弾「蕾」・第2弾「初めてのクリスマス」はいずれも配信限定シングルとなっている。「蕾」はブルボンゼリーシリーズCMソングとして全国一斉オンエアされる。
2010年1月、前年に続き『TO YOU～“キミ”への5つの贈り物～』の第3弾「遠く遠く」を配信限定でリリース。同曲はバンド初の試みとして、槇原敬之の同名曲「遠く遠く」をカバーしたものである。2月、第4弾として10thシングル「君ドロップス」をリリース。アップルオートネットワークのCMソングであった「君ドロップス」をシングル化したもの。3月、5ヶ月連続リリースの最後となる第5弾として4thアルバム『リバーシブル』をリリース。
2010年4月、アニメ「メジャー」第6シリーズのOPテーマ「心絵」を担当。同曲は、同アニメ第1シリーズのOPテーマであったロードオブメジャーの曲のカバーである。11月には12thシングル「雪のアスタリスク」をリリース。同曲はイオン北海道の冬季CMソングとしても使用される。
2011年、当初未発表だった新曲「Greendays」が、映画『大木家のたのしい旅行 新婚地獄篇』の主題歌となる。7月からは、北海道キロロリゾートのCM曲を担当するようになり、「ONE」、「パノラマセカイ」が使用された。8月3日には同曲をはじめ、サッポロビールの北海道エリアCMソング「イチバンボシ」、北海道文化放送の情報番組「U型テレビ」のテーマソングに使用された「North Road〜夕陽を集めて〜」などの新曲を収録した初のミニアルバム｢イチバンボシ｣をリリース。
2012年に結成10周年を迎え、2月に前年のミニアルバム｢イチバンボシ｣の楽曲および、｢パノラマセカイ｣などの新曲を含む5thアルバム『V』をリリース。それに伴い3月～8月の間にTRIPLANE史上最多公演数となる全国ツアー｢TRIPLANE Release Tour "V"｣を開催。またサッポロビールの北海道エリアCMソングには｢ドリームメイカー｣、アキレスのキッズシューズのCMに｢パノラマセカイ｣が使用される。
2013年、初のシングルA面集「SINGLES 04-12」、北海道日本ハムファイターズ「10th Season プロジェクト」テーマソング「ファイターズと共に」をリリース。
2014年ミニアルバム「Design」をリリース。2015年通算6枚目のフルアルバム「nonno」をリリース。
2017年7月、それまで13年間所属していたエイベックスから独立。自主レーベル「EZOGASHIMA LABEL」からライブ会場限定シングル「スポットライト」をリリース。その後全国ツアー「トライプレイン100％」を経て同年12月、通算7枚目のフルアルバム「1/4802のすべて」をリリース。収録曲の「アンブレラガール」がSTV系バラエティー番組「熱烈!ホットサンド!」のテーマソングに使用された。
2018年、全国ツアー「1/4802のすべて～ひとつかみの無限大～」を敢行。最終日の北海道公演ではHTB系スポーツ番組「FFFFF」のテーマソング「シナリオ」を発表。6月からの4ヵ月連続配信シングルの第1弾としてリリースされた。同配信シングルは第2弾「The gardenー五稜星の夏ー」（サッポロビール THEサッポロビヤガーデンテーマソング）、第3弾「apricot」、第4弾「かなでるまんま」（「渋谷ズンチャカ」テーマソング）と続いている。9月、アイビーレコードへの移籍を発表。2019年1月に8枚目のフルアルバム「THETA-never ending fantasy」をコロムビア・マーケティングと共同リリース。1月16日、ギターの川村が脱退を発表。
2020年1月29日、9枚目のフルアルバム「unanimous」をリリース。2021年1月1日、サポートギタリストのKJが正式メンバーとなる。2月24日 10枚目のフルアルバム ｢Tokyo Biotope｣をリリース。

## 特徴
雑誌やメディアでは「キャッチーなメロディ」「美メロロックバンド」等と評価されているように、ボーカル江畑が作り出す、一度聴いたら耳に深く残るキャッチーなメロディがバンドの特徴である。現在は完全セルフプロデュースで楽曲を制作している。楽曲制作の工程も独特であり、はじめに江畑が歌メロなしのデモ音源を作成し、それをもとにメンバーがアレンジを重ね、最後にメロディーと歌詞が乗せられている。

## メンバー
- 江畑兵衛（えばた ひょうえ）TRIPLANEのボーカル＆ギター、1979年5月11日（46歳）生、A型

愛称は「兵衛」/全ての楽曲の作詞・作曲を担当。
- 武田和也（たけだ かずや）ベース、1979年9月21日（45歳）生、O型

愛称は「和也」 / TRIPLANEでの活動以前は自衛隊に所属していた。
- 広田周（ひろた まこと）ドラム、1979年4月11日（46歳）生、A型

愛称は「タン」もしくは「まこ」 / TRIPLANEのリーダー
- KJ（けいじぇい）ギター、1980年3月15日（45歳）生、O型、東京都出身。

愛称は「KJ」 / 専門学校のギター講師でもある。2019年のツアーからサポートギタリストを務めている。東京ファイナル公演のMCで、2004年のTRIPLANEメジャー・デビューに際してavexが行ったギタリストのオーディションに応募していたことが明かされた。2021年1月1日に正式メンバーに加入。

### 元メンバー
- 川村健司（かわむら けんじ）ギター、1976年8月19日（48歳）生、O型

愛称は「ケイン」 / 3代目ギタリスト。
北海道札幌南陵高等学校、学校法人経専学園経専音楽放送芸術専門学校卒業。2019年1月16日脱退。

## 作品

### シングル
|      | 発売日         | タイトル                  | 規格品番                                                         | 順位 |
| ---- | -------------- | ------------------------- | ---------------------------------------------------------------- | --- |
| 1st  | 2004年10月13日 | スピードスター            | NFCD-10001                                                       | 128位 |
| 2nd  | 2005年5月25日  | あの雲を探して/パラダイス | NFCD-10002                                                       | |
| 3rd  | 2005年8月3日   | Reset/ゲンジボタル        | NFCD-10004                                                       | 175位 |
| 4th  | 2006年1月11日  | Dear friends              | NFCD-27002                                                       | 39位 |
| 5th  | 2006年5月17日  | いつものように            | NFCD-27014                                                       | 157位 |
| 6th  | 2007年11月7日  | モノローグ                | NFCD-27056                                                       | 85位 |
| 7th  | 2008年7月16日  | 夏が終われば/ココロハコブ | NFCD-27102B:初回生産限定盤 NFCD-27103:通常盤                     | 55位 |
| 8th  | 2008年12月3日  | 白い花                    | NFCD-27107B:初回生産限定盤 NFCD-27108:通常盤                     | 28位 |
| 9th  | 2009年5月13日  | アイコトバ                | NFCD-27180B:初回生産限定盤 NFCD-27181:通常盤                     | 30位 |
| 10th | 2010年2月10日  | 君ドロップス              | NFCD-27210                                                       | 73位 |
| 11th | 2010年7月21日  | 心絵/友よ                 | NFCD-27274B:初回生産限定盤 NFCD-27275:通常盤 NFCD-27276:アニメ盤 | 47位 |
| 12th | 2010年11月10日 | 雪のアスタリスク          | NFCD-27293B:初回生産限定盤 NFCD-27294:通常盤                     | 63位 |
| 13th | 2012年7月4日   | ドリームメイカー          | NFCD-27332                                                       | 46位 1. ドリームメイカー 2. 未来 3. いつものように（リアレンジバージョン） - 北海道限定特典 未収録楽曲「ONE」スペシャルデモトラック収録CD。 |
| 14th | 2013年5月15日  | ファイターズと共に        | NFCD-27354:初回生産限定盤 NFCD-27353:通常盤                      | 55位 |

### 配信限定シングル
|      | 発売日         | タイトル                   | 備考                                                    |
| ---- | -------------- | -------------------------- | ------------------------------------------------------- |
| 1st  | 2007年8月1日   | エナジー                   |                                                         |
| 2nd  | 2009年12月9日  | 蕾                         |                                                         |
| 3rd  | 2009年12月23日 | 初めてのクリスマス         |                                                         |
| 4th  | 2010年1月20日  | 遠く遠く                   | 槇原敬之の同名曲のカバー                                |
| 5th  | 2013年8月28日  | Horizon Knot〜君と見てた夢 |                                                         |
| 6th  | 2017年8月12日  | 美幌のうた                 |                                                         |
| 7th  | 2018年6月9日   | シナリオ                   |                                                         |
| 8th  | 2018年7月20日  | The gardenー五稜星の夏ー   |                                                         |
| 9th  | 2018年8月25日  | apricot                    |                                                         |
| 10th | 2018年9月25日  | かなでるまんま             |                                                         |
| 11th | 2020年2月28日  | Brand New Day (movie ver.) |                                                         |
| 12th | 2020年4月6日   | High Touch                 | 彼方PLANE, TRIPLANE & 四季彼方                          |
| 13th | 2020年4月22日  | Brand New Day              |                                                         |
| 14th | 2021年12月3日  | T3                         | 「pudding」「bamako」「monkey girl」の3曲を収録         |
| 15th | 2023年1月14日  | マイ・ダーリン             |                                                         |
| 16th | 2023年2月15日  | 好きなんだ                 |                                                         |
| 17th | 2023年3月15日  | 僕のたからもの             |                                                         |
| 18th | 2023年11月1日  | Dear friends BEST          | 2024年2月28日発売の20周年ベスト・アルバムからの先行配信 |
| 19th | 2023年12月20日 | 君ドロップス BEST          | 2024年2月28日発売の20周年ベスト・アルバムからの先行配信 |
| 20th | 2024年2月14日  | モノローグ BEST            | 2024年2月28日発売の20周年ベスト・アルバムからの先行配信 |

### 参加作品
| 発売日         | タイトル                                                                                      | 規格品番    |
| -------------- | --------------------------------------------------------------------------------------------- | ----------- |
| 2006年09月20日 | 「夜のピクニック」 INSPIRED BEST ALBUM                                                        | NFCD-27028  |
| 2009年02月18日 | 「誰も知らない泣ける歌」オフィシャル外伝コンピレーションアルバム avex selections ゆうきのうた | IOCD-20279  |
| 2009年05月27日 | トミカヒーロー レスキューフォース ファイナル ベスト                                           | NFCD-27176B |
| 2009年11月18日 | a-nation'09 BEST HIT LIVE                                                                     | AVBD-91740  |
| 2013年01月16日 | ONE PIECE 15th Anniversary BEST ALBUM                                                         | AVCA-62205  |
| 2013年08月28日 | 北海道日本ハムファイターズ 選手登場曲ベストコレクション 2013                                  | UICZ-8122   |

## ミュージックビデオ
| 監督                 | 曲名                                                                                        |
| -------------------- | ------------------------------------------------------------------------------------------- |
| 飯塚(S)充洋          | 「Greendays」「イチバンボシ」「パノラマセカイ」                                             |
| 岡崎邦彦             | 「僕らの街」                                                                                |
| 小嶋貴之             | 「雪のアスタリスク」                                                                        |
| 末吉宣継(末吉のぶ)   | 「Reset」「いつものように」                                                                 |
| 関和紀               | 「あの雲を探して」「君ドロップス」「友よ」(出演:渡邊璃生)                                   |
| 津田肇(Hajime Tsuda) | 「Cheers To Us feat. ダニエル・パウター＆常田真太郎(スキマスイッチ)」「ファイターズと共に」 |
| DAVID春山            | 「モノローグ」「夏が終われば」「白い花」                                                    |
| MASAO                | 「Dear friends」                                                                            |
| 三上崇               | 「スピードスター」                                                                          |
| 山口保幸             | 「アイコトバ」                                                                              |
| 不明                 | 「ノンノ」                                                                                  |

## タイアップ
| 曲名                               | タイアップ |
| ---------------------------------- | --- |
| スピードスター                     | HTB北海道テレビ2004年高校野球 （第86回全国高等学校野球選手権北北海道・南北海道大会）テーマ曲 夕張市「ゆうばりマウントレースイ」CMソング                               |
| 風                                 | テレビ東京『快適!住まいるナビ』エンディングテーマ |
| Reset                              | FIA「WRC RALLY JAPAN 2005」テーマソング |
| Dear friends                       | フジテレビ系アニメ『ONE PIECE』エンディングテーマ曲 |
| you                                | よみうりテレビ系バラエティ番組『スタぴか! THOSE★AMAZING★KIDS!』エンディングテーマ                                                                                     |
| いつものように                     | 「ユメミル、デジ6HTB」キャンペーンテーマソング |
| monopoly                           | 2006年 よみうりテレビ『プロ野球中継』イメージソング |
| モノローグ                         | フジテレビフラワーネットTVCMイメージソング 九州朝日放送『V3』11月度エンディングテーマ曲 北海道テレビ『夢チカ18』11月度エンディングテーマ                              |
| エナジー                           | "UNIQLO JEANS MAGAZINE"第一弾ピックアップアーティストソング |
| 夏が終われば                       | TBS系『2時っチャオ!』エンディングテーマ/九州朝日放送「ドォーモ」エンディングテーマ                                                                                    |
| ココロハコブ                       | テレビ東京系『トミカヒーロー レスキューフォース』エンディングテーマ                                                                                                   |
| モノローグ〜アコースティックVer.〜 | ディノス「フジテレビフラワーネット」CMソング |
| アイコトバ                         | ダイドーデミダスコーヒー TV-CMソング |
| 君ドロップス                       | アップルオートネットワーク TV-CMソング 中京テレビ『カウントダウン・ドキュメント 秒ヨミ!』エンディングテーマ GAORA『プロ野球ファイターズキャンプ中継2015』テーマソング |
| 心絵                               | NHK教育アニメ『MAJOR〜6th シーズン〜』オープニングテーマ |
| ドリームメイカー                   | 2012年サッポロビール北海道エリア企業TVCMソング |
| ライナーノート                     | 上州屋TV-CMソング |
| 陽だまりのように                   | コジマ「カラフルモザイク06」TV-CMソング |
| 蕾                                 | ブルボンゼリーシリーズ TV-CMソング |
| 愛の唄                             | チャオ御岳スノーリゾートCMイメージソング |
| jump -線の向こうへ-                | PUMA CUP 2008 第13回全日本フットサル選手権大会 応援ソング |
| エアポケット                       | 栄光ゼミナールCMイメージソング 宮城エリアのみ |
| 誰に咲く花                         | 「アイシン開発企業」CMソング |
| ALWAYS                             | 「常口アトム」CMソング |
| 夏が終われば                       | TBS系『2時っチャオ』6・7月エンディングテーマ 九州朝日放送『ドォーモ』7月エンディングテーマ                                                                            |
| 白い花                             | 日本テレビ系『音楽戦士 MUSIC FIGHTER』POWER PLAY |
| キルケゴールからの福音             | 駿台予備学校2010年春CMソング |
| 軌跡                               | 名古屋銀行企業広告CMソング |
| パノラマセカイ                     | アキレスキッズシューズ「瞬足」CMソング キロロリゾート「アニーキッズアカデミー」CMソング                                                                               |
| イチバンボシ                       | サッポロビール北海道エリアCMソング 北海道文化放送「U型テレビ」エンディングテーマ（2011年7月4日～9月30日）。                                                           |
| Darlling                           | くまもと県民テレビ30周年記念CMソング |
| Greendays                          | 映画『大木家のたのしい旅行 新婚地獄篇』主題歌 |
| 麦色                               | 北海道文化放送「U型テレビ」エンディングテーマ |
| 友よ                               | TOKYO MX「第92回全国高等学校野球選手権大会 東・西東京大会」テーマソング                                                                                               |
| 雪のアスタリスク                   | イオン北海道「2010年 冬靴大放出」CMソング |
| Horizon knot〜君と見てた夢〜       | フジテレビ系アニメ「ONE PIECE エピソードオブメリー 〜もうひとりの仲間の物語〜」挿入歌                                                                                 |
| オレンジ                           | 広島経済大学 TVCMソング |
| North Road〜夕陽を集めて〜         | 北海道文化放送「U型テレビ」エンディングテーマ（2011年4月4日～7月1日）                                                                                                 |
| アンブレラガール                   | STV「熱烈!ホットサンド!」 オープニングテーマ |
| クランクイン                       | テレビ東京系「取材が見つかる診療所」2020年1月〜3月クールエンディングテーマ                                                                                            |
| 雨降りの日曜日                     | 日本テレビ「NNN ストレイトニュース」ウェザーテーマ |
| nouveau                            | セイコーマート TVCMソング |
| シナリオ                           | HTB系スポーツ番組「FFFFF」テーマソング HTBスポーツテーマソング |
| The gardenー五稜星の夏ー           | サッポロビール THEサッポロビヤガーデンテーマソング |
| Brand New Day                      | オリジナルVシネマ『仮面ライダージオウ NEXT TIME ゲイツ、マジェスティ』主題歌                                                                                          |
| 東京                               | TBS「噂の!東京マガジン」2020年10月～12月エンディングテーマ |
| 君への賛歌                         | テレビ北海道「第33回TVh杯ジャンプ大会」テーマ曲 |
| 妄想飛行                           | 日本テレビ系「NNN ストレイトニュース」ウェザーテーマ |
| Sing                               | BS-TBS「噂の!東京マガジン」2022年4月～6月エンディングテーマ |
| マイ・ダーリン                     | STV「ハレバレティモンディ」エンドテーマ |
| Emblem                             | エスポラーダ北海道公式応援ソング テレビ北海道「第34回TVh杯ジャンプ大会」テーマ曲                                                                                      |
| 春風                               | 日本テレビ系「NNN ストレイトニュース」ウェザーテーマ |

## 出演

### ラジオ
- ファーストフライト
- タンデムフライト
- TRIPLANEの『なまらdesラジオ』（NRN）
- tre-senココロ晴レディオ
- FM ROCK KIDS(エフエム北海道制作、2013年10月5日 - )

## 主なライブ

### ワンマンライブ・主催イベント
- 2005年 - ワンマンライブ 『Search for tomorrow』
- 2009年 - 白い花"発売記念アコースティックライヴ光と影" Candle Night
- 2009年 - ワンマンLIVETOUR2009 "君に咲くうた"
- 2010年 - TRIPLANE LIVE TOUR 2010 "リバーシブル"～タグ見えちゃってますけど。～
- 2011年 - 吉川典雄・TRIPLANE・C.I.Project 共同企画「吉川Family Presents「僕らの街から」vol.1」
- 2011年 - TRIPLANE TOUR2011 "歓喜せよ!～イチバンボシを信じて"
- 2012年 - 吉川典雄・TRIPLANE・C.I.Project 共同企画「吉川Family Presents「僕らの街から」vol.2」
- 2012年 - TRIPLANE Release Tour "V"
- 2012年 - 吉川典雄・TRIPLANE・C.I.Project 共同企画「吉川Family Presents「僕らの街から」vol.3」
- 2012年 - Two-Man LIVE TOUR2012～俺らがやらなきゃ誰がやる!
- 2012年 - TRIPLANE デビュー8周年 感謝祭
- 2013年 - 吉川典雄・TRIPLANE・C.I.Project 共同企画「吉川Family Presents「僕らの街から」vol.4」
- 2013年 - TRIPLANE 10th Anniversary Flight from Sapporo
- 2013年 - STV「みる・みる・みらいDAY」TRIPLANE ぞっこん!ファイターズ ライブ
- 2013年 - TRIPLANE ALL STANDING ONE MAN SHOW 2013
- 2013年 - TRIPLANE 一音一会～夕涼アコースティック祭～
- 2012年 - 吉川典雄・TRIPLANE・C.I.Project 共同企画「吉川Family Presents「僕らの街から」vol.5」
- 2013年 - TRIPLANE×GOING UNDER GROUND「いくぜ!道産子魂 vs 埼玉っ子魂」
- 2013年 - いくぜ! アフステ～番外編～ TRIPLANE×A.F.R.O 道産子ツアー2013
- 2013年 - 前代未聞のワンマンライブ3DAYS!!
- 2014年 - TRIPLANE TOUR『 "reorganization"～a design of origin～』
- 2014年 - 10th ANNIVERSARY LIVE SERIES Vol.1 「SUMMER ROCK SHOW 2014」
- 2014年 - 吉川典雄・TRIPLANE・C.I.Project 共同企画「吉川Family Presents「僕らの街から」vol.6」
- 2014年 - TRIPLANE 四輪ピック ～広田周 presents～「やっぱドラムっしょ!」
- 2014年 - 10th ANNIVERSARY SPECIAL LIVE in SAPPORO
- 2014年 - 10th ANNIVERSARY LIVE SERIES Vol.2「君に捧げるバラード SHOW」
- 2014年 - 一音一会 ～10th Anniversary Special～
- 2014年 - TRIPLANE 四輪ピック～武田和也presents～「THE LIVE Third time Lucky ～美味なる音にはlaughがある～」
- 2014年 - 吉川典雄・TRIPLANE・C.I.Project 共同企画「吉川Family Presents「僕らの街から」vol.7」
- 2014年 - 10th ANNIVERSARY LIVE SERIES Vol.3「ニューアルバム、聴かせまSHOW」
- 2014年 - TTT (TAKING TREASURE TIME)～クリスマス魂～
- 2015年 - TRIPLANE 四輪ピック～江畑兵衛presents～「à la carte ～心ゆくまで召し上がれ～」
- 2015年 - 吉川典雄・TRIPLANE・C.I.Project 共同企画「吉川Family Presents「僕らの街から」vol.8」
- 2015年 - TRIPLANEワンマンライブinびほーる
- 2016年 - 吉川典雄・TRIPLANE・河野玄太 共同企画「吉川Family Presents「僕らの街から」vol.9」
- 2016年 - 彼方PLANE
- 2017年 - 吉川典雄・TRIPLANE・河野玄太 共同企画「吉川Family Presents「僕らの街から」vol.10」

### 出演イベント
- 2005年08月20日 - TREASURE052 2005 ～FLASH!～
- 2005年10月15日 - 水曜どうでしょう祭
- 2005年10月23日 - MINAMI WHEEL 2005
- 2006年05月28日 - 第42回ライブスピカ
- 2006年08月20日 - TREASURE052 2006 ～daybreak～
- 2006年10月07日 - MINAMI WHEEL 2006
- 2007年03月14日 - King of Music -OSAKA -
- 2007年10月28日 - MINAMI WHEEL 2007
- 2007年12月30日 - LIVE DI:GA JUDGEMENT 2007
- 2008年08月23日 - TREASURE05X 2008 ～full of hope～
- 2008年10月31日 - MINAMI WHEEL 2008
- 2009年08月15日 - TREASURE05X 2009 ～delightful songs～
- 2009年08月22日 - a-nation 2009
- 2009年12月30日 - LIVE DI:GA JUDGEMENT 2009
- 2010年06月29日 - 音霊 OTODAMA SEA STUDIO 2010 「SPLASH SUMMER」
- 2010年07月17日 - JOIN ALIVE 2010
- 2010年08月21日 - TREASURE05X 2010 ～BECAUSE THEY CAN～
- 2010年12月30日 - LIVE DI:GA JUDGEMENT 2010
- 2011年02月20日 - LIVE SDD 2011
- 2011年04月17日 - road to MONSTER baSH 巡業編 ～TOSA baSH～
- 2011年07月12日 - 音霊 OTODAMA SEA STUDIO 2011 「MUSIC ISLAND」
- 2011年07月31日 - RockDaze!2011 -druming-
- 2011年08月13日・20日・28日 - a-nation 10th Anniversary for Life Charge Go!
- 2011年09月02日 - RADIO BERRY ベリテンライブ2011 HEAVEN'S ROCK 宇都宮 VJ-2
- 2012年02月19日 - LIVE SDD 2012
- 2012年03月17日 - HAPPY JACK 2012
- 2012年07月22日 - JOIN ALIVE 2012
- 2012年07月23日 - THE CREATORS(～創造者～)
- 2012年08月18日 - a-nation stadium fes.
- 2012年09月21日 - INOUEISEKI VOL.13
- 2012年09月23日 - いしがきミュージックフェスティバル 2012
- 2012年10月13日・14日 - emotional song session
- 2012年12月30日 - COUNTDOWN JAPAN 12/13
- 2013年02月23日 - CROSS OVER 2013 ～CLUB CHANGE WAVE 移転2周年イベント～
- 2013年02月24日 - FUKUSHIMA CITY ABEY ROAD vol.2
- 2013年03月02日 - FM JAGA Presents トライプレインの十勝魂スペシャルライブ
- 2013年03月09日 - Troubadour Night XIII
- 2013年03月16日・17日 - HAPPY JACK 2013
- 2013年04月21日 - Honey L Days presents 楽宴祭 vol.1
- 2013年05月03日 - FM OSAKA × HERBIS happiness!! GW SPECIAL TALK &MINI LIVE
- 2013年05月05日 - 5月5日は太陽族の日
- 2013年06月09日 - SAKAE SP-RING 2013
- 2013年06月21日 - 福島街なか若者音楽活性化計画!～福島POWERS～「Dealers Music Work vol.16～平日にライブハウス!～」
- 2013年06月23日 - TOKYO BOOTLEG CIRCUIT'13
- 2013年08月10日 - INOUEISEKI 番外編
- 2013年08月22日 - TREASURE05X 2013 10th Anniversary ～the crimson show～
- 2013年09月08日 - Violent is Savanna×eggman presents ～CATCH BALL～ vol.16「グラデーション」Release Party!!!
- 2013年10月06日 - 吉川 Family Presents『僕らの街から』 Vol.5
- 2013年10月14日 - MINAMI WHEEL 2013
- 2013年12月15日 - Fm yokohama主催 聖なる夜の贈りもの2013 in 赤レンガ ～SECRET NIGHT CREWS～
- 2014年03月15日 - HAPPY JACK 2014
- 2014年05月11日 - 吉川 Family Presents 「僕らの街から」 Vol.6
- 2014年05月17日 - 夢チカLIVE SP in Zepp Sapporo
- 2014年06月17日 - 「HANAMOGERA EXPERIENCE!! 」supported by 笹木企画 第1回
- 2014年06月29日 - The Cheserasera&SWANKY DOGS Ambition of life Tour
- 2014年08月10日 - TREASURE05X 2014 ～stellar evolution～
- 2014年08月17日 - a-nation island ANIMATION 15th ANNIVERSARY ONE PIECE SUPER LIVE "UTAGE" in a-nation
- 2014年09月20日 - 南相馬・騎馬武者ロックフェス～ふるさとのちから～
- 2014年09月21日 - いしがきミュージックフェスティバル 2014
- 2014年09月23日・27日・28日 - A.F.R.O STATION～北海道はでっかいの? ツアー2014～
- 2014年11月01日 - 吉川 Family Presents 「僕らの街から」 Vol.7
- 2014年12月31日 - Good Bye 2014 ～A Happy New Year 2015～ 第2部「道玄坂異種格闘技戦 vol.75」
- 2015年03月14日 - HAPPY JACK 2015
- 2015年05月17日 - 吉川 Family Presents 「僕らの街から」 Vol.8
- 2015年07月18日 - JOIN ALIVE 2015
- 2015年08月15日 - TREASURE05X 2015 ～a great faith～ ～summer triangle 1st day～
- 2015年08月25日 - URASHIBU 10th Anniversary ～A.F.R.O NEW ALBUM「7th」リリース前夜祭!～
- 2015年09月19日 - 騎馬武者ロックフェス 2015
- 2015年12月30日 - DISK GARAGE presents BORDERLESS 2015
- 2016年01月23日 - 吉川 Family Presents 「僕らの街から」 Vol.9
- 2016年03月20日 - HAPPY JACK 2016
- 2016年03月29日 - Magic Time vol.9
- 2016年09月21日 - SEAMO VS TRIPLANEスペシャルライブinびほろ
- 2016年10月09日 - 騎馬武者ロックフェス 2016
- 2016年10月14日 - No Maps presents Sapporo Neutral 2016
- 2016年10月16日 - Caffeine LIVE(Vol.37) × No Maps
- 2017年02月28日 - 吉川Family Presents 僕らの街から vol.10
- 2017年03月18日 - HAPPY JACK 2017
- 2017年03月25日 - ～COLONY ×CONNECT 15th ANNIVERSARY SPECIAL LIVE～【めぐりあい宇宙(そら)】